# 超楕円曲線

図 1. 超楕円曲線

代数幾何学では、超楕円曲線（ちょうだえんきょくせん、英: hyperelliptic curve）は、次の形の方程式で与えられる代数曲線である。
{\displaystyle y^{2}=f(x)}
ここに、f(x) は n 個の異なった根を持つ次数 n > 4 の多項式である。超楕円函数(hyperelliptic function)は、そのような曲線上の、もしくは曲線上のヤコビ多様体上の函数体の元である。これらの 2つの概念は楕円曲線の場合には一致するが、しかし、現在のケースでは異なっている。図 1 は、
{\displaystyle {\begin{aligned}f(x)&=x^{5}-2x^{4}-7x^{3}+8x^{2}+12x\\&=x(x+1)(x-3)(x+2)(x-2)\end{aligned}}}
としたときの、{\displaystyle C:y^{2}=f(x)} のグラフである。

## 曲線の種数
多項式の次数は、曲線の種数を決定する。次数 2g + 1 と 2g + 2 の多項式で定義される超楕円曲線は、種数 g となる。3 次あるいは 4 次（g=1）の多項式で定義される曲線は、種数 1 の楕円曲線である（特別な一点を付加して）。
次数が 2g + 1 のときは、曲線は虚超楕円曲線(imaginary hyperelliptic curve)と呼ばれる。一方、次数 2g + 2 の曲線は実超楕円曲線(real hyperelliptic curve)と呼ばれる。種数に関するこの呼び方は、g = 0 や 1 に対しても成り立つが、それらの曲線を「超楕円曲線」とは呼ばない。

## モデルの基本と選択
このモデルが超楕円曲線を記述することに最も単純な方法であるときに、そのような方程式は射影平面では無限遠点で特異点をもつことになる。この様子は n > 4 のときには特別になる。従って、非特異曲線を指定するそのような方程式を与えることは、ほとんど常に、非特異モデル（滑らかな完備化(smooth completion)とも言う）と、双有理幾何学の意味で同値となることを意味する。
さらに詳しくは、方程式は、C(x) の二次拡大を定義し、函数体となることを意味している。無限遠点での特異点は、正規化（整閉(integral closure)）の過程により、（曲線であるために、）除去される。特異点を除去した後は、2つのアフィンチャートにより曲線の開被覆が存在する。2つのチャートの内のひとつは、
{\displaystyle y^{2}=f(x)}
であり、いまひとつは、
{\displaystyle w^{2}=v^{2g+2}f(1/v)}
により与えられる。
2つのチャートを貼り合わせる写像は、
{\displaystyle (x,y)\mapsto (1/x,y/x^{g+1})}
と、
{\displaystyle (v,w)\mapsto (1/v,w/v^{g+1})}
により、これらが定義されるところはどこでも定義される。
実際、幾何学的に端的に言うと、曲線 C は射影平面の分岐する二重被覆として定義されていることを前提としており、分岐は f の根で発生し、さらに n が奇数ならば無限遠点でも発生する。射影直線の自己同型を使ってどの 分岐点も無限遠点には無いようにすれば、次数 n が奇数 2g + 1 の場合と偶数 2g + 2 の場合を統一することができる。

## リーマン・フルヴィッツの公式を使うと
リーマン・フルヴィッツの公式と使うと、種数 g を持つ超楕円曲線は、次数 n = 2g + 2 の多項式で定義される。X を種数 g の曲線、P1 をリーマン球面として、分岐指数 2 の全単射 f : X → P1 を考える。g1 = g とし、g0 を P1 の種数（つまり = 0 であるが）とすると、リーマン・フルヴィッツの公式は、
{\displaystyle 2-2g_{1}=2(2-2g_{0})-\sum _{s\in X}(e_{s}-1)}
となる。ここに s は X の上の全ての分岐点を渡る。分岐点の数は有限であり、n とすると n = 2g + 2 を得る。

## 分類
与えられた種数 g の超楕円曲線は、モジュライ空間をなし、次数 2g + 2 の二次形式の不変量(invariants of a binary form)と密接に関連している。

## 整数点および有理点
非特異な超楕円曲線は種数が2以上であるため、整数点についてのジーゲルの定理から整数点（一般に、任意の与えられた整数環上の点）は有限個しか存在しない。さらに、ベイカーの定理から整数点の大きさに対して上界を実際に求めることができる。
さらに、ファルティングスの定理より有理点（一般に、任意の与えられた代数体上の点）も有限個しか存在しない。しかし、有理点の個数に対して、具体的な上からの評価を求めることはできるが、有理点の大きさの上界が得られるわけではない。そのため、この定理を使って有理点をすべて求めることはできない。
Chabauty (1941a, 1941b)は超楕円曲線のヤコビ多様体の階数が小さいときに、有理点の個数の上界を求める方法を開発し、Coleman (1985)は実際にいくつかの場合に具体的な上界を得ている。さらに場合によってはその方法を使って有理点をすべて決定することができる。たとえば
{\displaystyle y^{2}=x(x-1)(x-2)(x-5)(x-6)}
の有理点は (x, y) = (0, 0), (1, 0), (2, 0), (5, 0), (6, 0), (3, ±6), (10, ±120) のみであることがGrant (1994)により示されている。

## 例
ボルツァ曲面(Bolza surface) を参照。

## 歴史
超楕円函数は、最初にアドルフ・ゲッペル(Adolph Göpel) (1812-1847) により、彼の最後の論文 Abelsche Transcendenten erster Ordnung (Abelian transcendents of first order) (in Journal für reine und angewandte Mathematik, vol. 35, 1847) として出版された。独立して、ヨハン・ローゼンハイン(Johann G. Rosenhain)は、この問題に取り組み、Umkehrungen ultraelliptischer Integrale erster Gattung (in Mémoires des sa vanta etc., vol. 11, 1851) を出版した。

## 参照項目
- スーパー楕円曲線（英語版）(Superelliptic curve) スーパー楕円曲線とは、固定された m に対し、f が次数 d の多項式のとき、

{\displaystyle y^{m}=f(x)}
の形の方程式で定義される曲線を言う。m = 2 で d > 4 のときは、超楕円曲線である。m = 3 で d = 4 のときは三次曲線である。スーパー楕円曲線の上の整数点を探すディオファントス問題は、超楕円方程式の解を求めるときに使う方法と同じ方法によりとくことができる。ジーゲル(Siegel)の恒等式を使い、ツエ(Thue)の方程式を求めることができる。